# マニラ・タイムズ
『マニラ・タイムズ』(The Manila Times) は、現存するものとしては最古の歴史をもつフィリピンの英字新聞。ザ・マニラ・タイムズ・パブリッシング・コーポレーション (The Manila Times Publishing Corp.)、旧称では、ラ・バンガルディア・パブリッシング・コーポレーション (La Vanguardia Publishing Corporation) が、日刊で発行しており、編集、経営の本社はマニラ市イントラムロスのA・ソリアノ大通り409番地、シティオ・グランデ・ビルディング2/F (2/F Sitio Grande Building, 409 A. Soriano Avenue, Intramuros, Manila) に所在している。
この新聞が創刊されたのは、パリ条約によって米西戦争を終結し、フィリピン諸島の主権がスペインからアメリカ合衆国へ移譲されることになるというニュースが流れた直後の1898年10月11日であった。この新聞は、現在、フィリピンにおいて4番目に発行部数の多い新聞であると自称しており、『マニラ・スタンダード (Manila Standard)』には優っているが、『フィリピン・デイリー・インクワイアラー (Philippine Daily Inquirer)』、『マニラ・ブレティン (Manila Bulletin)、『ザ・フィリピン・スター (The Philippine Star)』の後塵を拝している。
現在、発行人で社長、最高経営責任者、執行編集人を兼ねているのは、ダンテ・フランシス・"クリンク"・アング2世 (Dante Francis "Klink" Ang II) である。2017年5月1日には、名誉会長 (chairman emeritus) のダンテ・アングが、ロドリゴ・ドゥテルテ大統領から、国際広報担当の大統領特使に任じられた。

## 歴史
『マニラ・タイムズ』は、フィリピン在住のイギリス人トーマス・ゴーワン (Thomas Gowan) によって創刊された。この新聞は、米西戦争を戦うため、マニラに送り込まれてきていたアメリカ人をおもな読者層としていた。当時、フィリピンのほとんどの新聞はスペイン語を使っており、残る少数の新聞は現地の諸語を使っていた。創刊直後から、スペインがフィリピン諸島への宗主権をアメリカ合衆国に譲渡するとした条約につながる、パリ会談に関するニュースがマニラに届いた。
1898年10月11日付の『マニラ・タイムズ』創刊号は、1枚の紙を折りたたんだ4頁建てで、縦12インチ、横8インチほどの大きさで、各面はコラム2段から成っていた。第1面は告知と広告で埋められていた。第2面は、社説のページであった。ここには社説とともに、より重要度が高い、その日のニュースが載っていた。第3面は、もっぱら米西戦争に関する欧米からの電信ニュースに使われていた。
1899年、経営支配人としてこの新聞の事業に加わっていたジョージ・セルナー (George Sellner) が、ゴーワンから『マニラ・タイムズ』を取得した。1902年には、アメリカ人の実業家が『マニラ・タイムズ』を取得したが、1905年には再びセルナーの手に戻った In 1907, Thomas C. Kinney acquired The Manila Times from Sellner.。1914年7月25日、『マニラ・タイムズ』は本社をエスコルタ通りからコスモポリタン・ビルディング (Cosmopolitan Building) に移した。

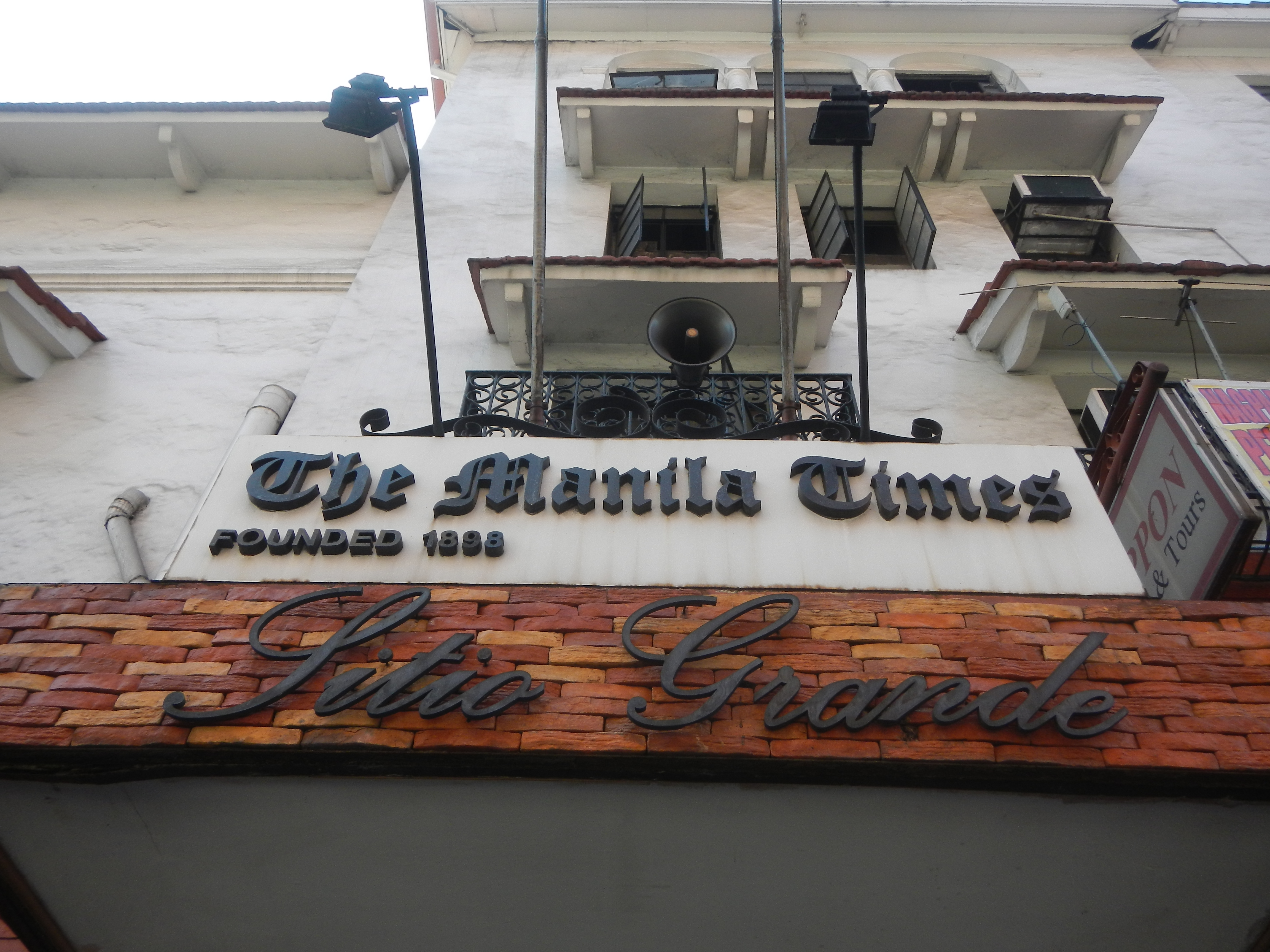
マニラ市イントラムロスのザ・マニラ・タイムス・ビルディング。

1919年、後にフィリピン・コモンウェルス（自治領政府）時代にフィリピンの大統領を務めることになるマニュエル・ケソンが、『マニラ・タイムズ』を取得して1921年に製糖業界の大物だったジョージ・フェアチャイルド (George Fairchild) に譲渡するまでこの新聞を所有した。1926年には、ジェイコブ・ローゼンタール (Jacob Rosenthal) が、『マニラ・タイムズ』をフェアチャイルドから取得した。1928年12月10日、入居していたコスモポリタン・ビルディングが火災で焼失し、『マニラ・タイムズ』の本社はイントラムロスに移転した。1930年3月15日、『マニラ・タイムズ』は初めて休刊となり、第二次世界大戦後の1945年に復刊するまで刊行されず、その間にチノ・ロセスに売却された。1950年の時点で、『マニラ・タイムズ』は、フィリピン最大の新聞になっていた。
1972年9月23日、大統領フェルディナンド・マルコスは、大統領宣言第1081号によって戒厳令を敷いて、『マニラ・タイムズ』を含め、国内のメディア事業の閉鎖を命じ、1945年に復刊していた『マニラ・タイムズ』は2度目の休刊に入り、所有者であったチノ・ロセスは逮捕された。1986年2月5日に『マニラ・タイムズ』は復刊したが、これはマルコスを追い落とし、コラソン・アキノが大統領となったピープルパワー革命（エドゥサ革命）の数日前のことであった。ロセスは、1988年9月30日に死去し、1989年には実業家ジョン・ゴコングウェイがこの新聞を取得した。
1999年、『マニラ・タイムズ』は、国営電力公社 (NAPOCOR) とアルゼンチンの企業IMPSAの間で結ばれた取引についてジョセフ・エストラーダ大統領に関する記事を掲載し、大統領を「意図せざる黒幕 (unwitting godfather)」と表現し、論争に巻き込まれた。3月9日、エストラーダは、『マニラ・タイムズ』に対し、名誉毀損の訴えを起こし、この名誉毀損の件は4月に取り下げられたものの、同紙の編集者や記者たちの辞任を引き起こした。
1999年7月20日、『マニラ・タイムズ』はカトリーナ・レガルダとレギス・ロメロ (Reghis Romero) が取得した後、7月23日に3度目の休刊に入り、10月11日に復刊した。
2001年5月14日、マーク・ヒメネス (Mark Jimenez) がこの新聞を取得し、8月8日に大統領グロリア・マカパガル・アロヨの広報担当者であったダンテ・アングに売却するまで、この新聞を所有していた。

## 『タイムズ』が選ぶ2007年「今年の人」
2007年12月30日、『マニラ・タイムズ』は、編集者全員によって、レイナート・プノを『タイムズ』が選ぶ2007年「今年の人」(Times Person of the Year) に選んだ。他に候補となったのは、在外フィリピン人労働者 (OFW)、エディ・パンリリオパンパンガ州知事、フィリピン看護師協会 (Filipino Nurse)、社会福祉開発省 (DSWD) のソーシャルワーカー、ピノイ・ファーマー (the Pinoy Farmer)、マニー・パッキャオ、ジョーイ・デベネシアであった。

## おもなコラムニスト
- Atty. Persida Rueda- Acosta
- Norberto Gonzales
- Orly Mercado
- Salvador Panelo
- ダントン・レモト - Danton Remoto（ニュース編集者も務めた）
- Ricardo Saludo
- Francisco Tatad
- Rigoberto Tiglao